# San Gabriel, La Union
San Gabriel là một đô thị hạng 5 ở tỉnh La Union, Philippines. Theo điều tra dân số năm 2015, đô thị này có dân số 18.172 người trong. Đây là đô thị có diện tích lớn nhất của tỉnh La Union.

## Các đơn vị hành chính
San Gabriel được chia ra 17 barangay.
- Amontoc
- Apayao
- Balbalayang
- Bayabas
- Bucao
- Bumbuneg
- Lacong
- Lipay Este
- Lipay Norte
- Lipay Proper
- Lipay Sur
- Lon-oy
- Poblacion
- Polipol
- Daking
- Sese
- Sasaeg